# Andante spianato y Gran Polonesa brillante
El Andante spianato y gran polonesa op. 22 es una obra para piano y orquesta de Frédéric Chopin. En principio escribió y estrenó su autor la Gran polonesa, como obra sola, para piano y orquesta. La compuso durante el período de 1830-1831 y posteriormente, en 1834, decidió anteponerle el Andante spianato, para piano solo, a modo de amplia introducción.
También realizó Chopin otra versión de la Gran polonesa para piano solo, arreglando el discurso musical en los fragmentos en los que intervenía la orquesta.
El Andante spianato es una página de gran belleza intimista y recogida, mientras que la polonesa es brillante, solemne y algo pomposa. Pero también encontramos una sección central más interiorizada y con ese sentido de confesionalidad romántica tan propio de la inconfundible personalidad de Chopin.
La parte orquestal es un mero apoyo del solista, sobre el que recae la absoluta responsabilidad de la obra. El Andante spianato y gran polonesa se publicó en Leipzig en 1836.